# Рак гуштераче
Рак гуштераче је назив за злоћудни тумор гуштераче. Није тако чест као остале врсте рака и проценат излечења од такве врсте карцинома је најмањи. Касно узрокује сметње и када се открије, најчешће је већ у напредном стадијуму и није га могуће одстранити операцијом. Више од 95% пацијената умире две године након дијагнозе. У 95% случајева ради се о аденокарциному, а осталих 5% укључује туморе различите природе. Најчешћи фактори ризика су: старије животно доба, пушење, исхрана претерано богата мастима, а сиромашна воћем и поврћем, гојазност, смањена физичка активност, те раније болести као панкреатитис, дијабетес, цироза јетре. Најчешће обољевају људи у чијој је блиској породици већ било оболелих од рака гуштераче, рака или полипозе дебелог црева, породичног рака дојке, наследног панкреатитиса, меланома и рака јајника. Чешће се јавља код мушкараца него код жена.

## Симптоми
Симптоми болести се не појављују или су занемарљиви до озбиљног стадијума болести. Када се појаве, директно зависе од локализације и величине тумора. Најчешће се јавља бол у горњем делу стомака или у леђима, често са ширењем под лопатице, појачава се након јела или током лежања. Општа слабост, губитак апетита, и знатан губитак тежине карактеристични су за рак гуштераче. Могу бити присутни мучнина и повраћање, чак и дуже време након узимања оброка, жута нијанса коже, очију и тамна мокраћа.
Један облик тумора може узроковати сметње у количини излучивања инсулина или других хормона, што изазива низ сметњи у варењу хране, нарочито масти, као и проблеме у разградњи шећера, па чак и развитак дијабетеса. Често је озбиљна депресија први симптом болести.

## Дијагноза
Најтачнија и најисплативија метода успостављања дијагнозе и оцењивања проширености карцинома је компјутеризована томографија (СТ) која ће у 75% случајева показати присутне промене. Ако се ради о карциному који није могуће оперисати и који је већ метастазирао, спроводи се перкутана аспирација иглом за хистолошку анализу. Уколико се СТ-ом не пронађе тумор или га је немогуће оперисати, користи се ендоскопски ултразвук како би се открили мали тумори и одредио степен проширености. Уобичајени лабораторијски налази често су нормални. У 25 до 50% случајева се јавља хипергликемија.

## Терапија
Парцијална панкреатектомија (делимично одстрањивање гуштераче) или панкреатикодуоденоктомија (одстрањење гуштераче и дванаестопалачног црева, једино је што потенцијално може довести до излечења, но тумор је могуће одстранити код свега 15% пацијената, а излечив у свега 3%. При томе је животни век пацијента од још пет година могућ у 15-20% случајева.

## Превенција
- Истраживања показују да је пушење узрок 20-30% случајева рака гуштераче.[12]
- Препоручује се повећан унос воћа, поврћа и житарица, уз смањено конзумирање црвеног меса.[13]
- Претпоставља се да узимање витамина Д,[14][15] смањује ризик од појаве рака гуштераче, као и узимање витамина Б групе, Б12 и Б6.[16][17]